# گمینا ژارکی
گمینا ژارکی (به لهستانی:  Gmina Żarki) یک گمینا در لهستان است که در شهرستان مشکوف واقع شده‌است. گمینا ژارکی ۱۰۰٫۶۷ کیلومتر مربع مساحت و ۸٬۱۳۸ نفر جمعیت دارد.